# China Li
China Li est une série de bande dessinée historique, réalisée par le couple de bédéistes belges Maryse et Jean-François Charles. Elle se déroule dans la Chine et le Paris des années 1920. Paraissant aux éditions Casterman, quatre tomes sont déjà parus.

## Synopsis
En 1920, une jeune fille nommée Li est perdue par son oncle à cause d'une dette de jeu. Elle doit donc quitter la campagne chinoise pour la ville de Shanghai, afin d'entrer au service de Zhang Xi Shun. Cet homme est l'un des redoutables dirigeants de « la Bande verte », triade qui domine la ville. Il a d'ailleurs fort à faire pour lutter contre ses concurrents et les forces de l'ordre. Li est au début affectée aux tâches domestiques. Mais quand Zhang Xi Shun découvre par hasard ses talents pour le dessin, il décide de la prendre sous son aile. Il la pousse à développer son potentiel artistique.

## Liste des albums
1. Shanghai, 2018  (ISBN 978-2-203-14950-2).
2. L'Honorable monsieur Zhang, 2020  (ISBN 978-2-203-17228-9).
3. La fille de l’eunuque, 2021  (ISBN 978-2-203-23579-3).
4. Hong Kong - Paris, 2023  (ISBN 9782203273856)